# Estonia en los Juegos Olímpicos de Sankt Moritz 1928
Estonia estuvo representada en los Juegos Olímpicos de Sankt Moritz 1928 por un total de 2 deportistas que compitieron en un deporte: patinaje de velocidad.  
El portador de la bandera en la ceremonia de apertura fue Eduard Hiiop (técnico de la delegación). El equipo olímpico estonio no obtuvo ninguna medalla en estos Juegos.